# 162 Batalion WOP
162 Batalion WOP – pododdział graniczny Wojsk Ochrony Pogranicza.

## Formowanie i zmiany organizacyjne
Na podstawie rozkazu MBP nr 043/org z 3 czerwca 1950, na bazie 4 Brygady Ochrony Pogranicza, sformowano 16 Brygadę Wojsk Ochrony Pogranicza, a z dniem 1 stycznia 1951 gdański 8 batalion OP przemianowano na 162 batalion WOP.
W kwietniu 1951 przeniesiono sztab 162 batalionu WOP z Wrzeszcza do Sopotu.
1 lipca 1956 rozformowano dowództwo i sztab 162 batalionu WOP Sopot. Strażnice nr 92–96 podporządkowano pod względem operacyjnym i zaopatrzenia bezpośrednio pod sztab brygady. Celem kierowania i nadzoru nad strażnicami powołano „oficerów kierunkowych”.
W 1959 powtórnie sformowano batalion WOP Sopot.
W 1961 batalion ponownie rozformowano

## Struktura organizacyjna
Struktura organizacyjna batalionu w marcu 1954
- dowództwo – Sopot
- strażnica nr 92 – Jastarnia
- strażnica nr 93 – Puck
- strażnica nr 94 – Babie Doły
- strażnica nr 95 – Sopot
- strażnica nr 96 – Sianki

Struktura batalionu i numeracja strażnic na dzień 31.12.1959.
dowództwo i sztab batalionu – Sopot
- 1 strażnica Krynica Morska II kategorii
- 2 strażnica Jantar III kategorii
- 3 strażnica Sobieszewo IV kategorii
- 4 strażnica Sianki IV kategorii
- 5 strażnica Sopot IV kategorii
- 6 strażnica Jastarnia III kategorii
- 7 strażnica Władysławowo IV kategorii

## Dowódcy batalionu
- kpt. Leon Tarnawski (do 1953)
- kpt. Augustyn Iżyniec (15.03.1953–30.10.1954)[10]
- kpt. Tadeusz Kuczyński[11](od 1954).